# Halcyoninae
Halcyoninae este o subfamilie de păsări coraciiforme și este cea mai numeroasă dintre cele trei subfamilii ale pescărașilor. Există aproximativ 70 de specii împărțite în 12 genuri în cadrul Halcyoninae. Pescărașii de pădure sau de copac sunt răspândiți în Asia și Australasia, dar apar și în Africa și pe insulele din Oceanul Pacific și Oceanul Indian, folosind o gamă largă de habitate, de la păduri tropicale până la păduri deschise.

## Distribuție și habitat
Cei mai mulți pescărași de pădure se găsesc în climatele calde din Africa, sudul și sud-estul Asiei și Australasia. Originea familiei se crede că a fost în Australasia tropicală, care încă are cele mai multe specii.
Pescărașii de pădure folosesc o gamă largă de habitate, de la pădurile tropicale până la pădurile deschise și zonele cu tufișuri. Multe nu sunt strâns legate de apă și pot fi găsite în zonele aride din Australia și Africa.

## Taxonomie
Subfamilia pescărașului de pădure primește adesea numele Daceloninae introdus de Charles Lucien Bonaparte în 1841, dar numele Halcyoninae introdus de Nicholas Aylward Vigors în 1825 este mai vechi și are prioritate.
Subfamilia Halcyoninae este una dintre cele trei subfamilii ale familiei de pescărași Alcedinidae. Celelalte două sunt Alcedininae și Cerylinae. Subfamilia conține aproximativ 70 de specii împărțite în 12 genuri.

### Specii
| Imagine | Gen                               | Specii |
| ------- | --------------------------------- | --- |
|         | Actenoides (Bonaparte, 1850)      | - Actenoides bougainvillei - Actenoides concretus - Actenoides lindsayi - Actenoides hombroni - Actenoides monachus - Actenoides princeps |
|         | Melidora (Lesson, 1830)           | - Melidora macrorrhina |
|         | Lacedo (Reichenbach, 1851)        | - Lacedo pulchella |
|         | Tanysiptera (Vigors, 1825)        | - Tanysiptera galatea - Tanysiptera ellioti - Tanysiptera riedelii - Tanysiptera carolinae - Tanysiptera hydrocharis - Tanysiptera sylvia - Tanysiptera nigriceps - Tanysiptera nympha - Tanysiptera danae |
|         | Cittura (Kaup, 1848)              | - Cittura cyanotis - Cittura sanghirensis |
|         | Dacelo (Leach, 1815)              | - Dacelo rex - Dacelo tyro - Dacelo gaudichaud - Dacelo novaeguineae - Dacelo leachii |
|         | Caridonax (Cabanis & Heine, 1860) | - Caridonax fulgidus |
|         | Pelargopsis (Gloger, 1841)        | - Pelargopsis capensis - Pelargopsis melanorhyncha - Pelargopsis amauroptera |
|         | Halcyon (Swainson, 1821)          | - Halcyon coromanda - Halcyon smyrnensis - Halcyon gularis - Halcyon cyanoventris - Halcyon badia - Halcyon pileata - Halcyon leucocephala - Halcyon albiventris - Halcyon chelicuti - Halcyon malimbica - Halcyon senegalensis - Halcyon senegaloides |
|         | Todiramphus (Lesson, 1827)        | - Todiramphus nigrocyaneus - Todiramphus winchelli - Todiramphus diops - Todiramphus lazuli - Todiramphus macleayii - Todiramphus albonotatus - Todiramphus leucopygius - Todiramphus farquhari - Todiramphus funebris - Todiramphus chloris - Todiramphus sordidus - Todiramphus colonus - Todiramphus albicilla - Todiramphus tristrami - Todiramphus sacer - Todiramphus enigma - Todiramphus cinnamominus - Todiramphus pelewensis - Todiramphus reichenbachii - Todiramphus saurophaga - Todiramphus sanctus - Todiramphus recurvirostris - Todiramphus australasia - Todiramphus tutus - Todiramphus ruficollaris - Todiramphus veneratus - Todiramphus gambieri - Todiramphus gertrudae - Todiramphus godeffroyi - Todiramphus pyrrhopygius |